# Сан-Мартин-Тесмелукан-де-Лабастида
Сан-Мартин-Тесмелукан-де-Лабастида (исп. San Martín Texmelucan de Labastida) — город в Мексике, штат Пуэбла, административный центр муниципалитета Сан-Мартин-Тесмелукан. Численность населения, по данным переписи 2010 года, составила 75 518 человек.

## Фотографии

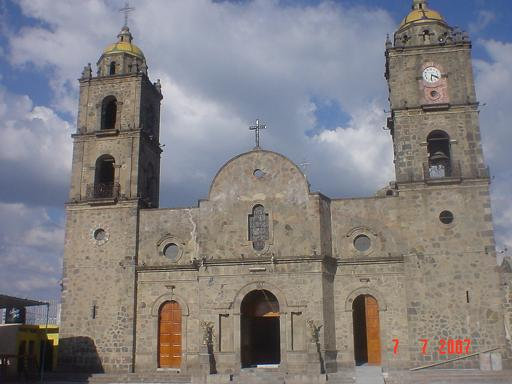
Церковь
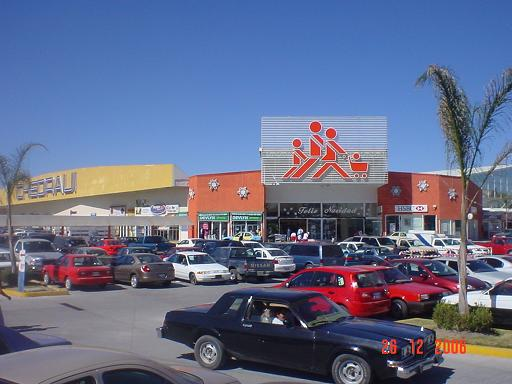
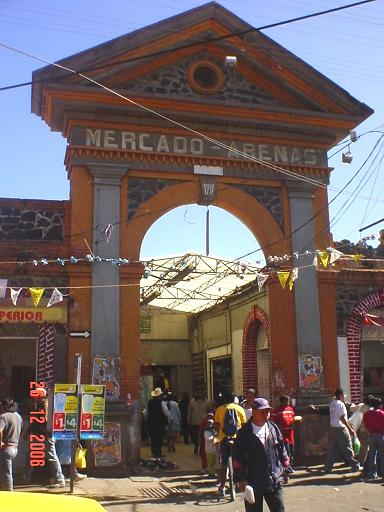